# بول كلوديل
هو أديب وشاعر ومسرحي ودبلوماسي فرنسي. وهو أخ للفنانة النحاتة كاميل كلوديل المشهورة بقصتها مع النحات رودان وله مع اخته الكثير من الرسائل وهي تلاقي علاجها في المصحة وقدأصبح واحدًا من أشهر الشعراء وكتاب المسرح الفرنسيين في أوائل القرن العشرين. تمثل كتاباته إحياء الرومانية الكاثوليكية في الأدب الفرنسي والفلسفة

## حياته
ولد في 06 أغسطس 1868 في شمال فرنسا لعائلة كاثوليكية متدينة وتلقى تعليما دينيا في باريس ليشتغل في التدريس وينظم إلى الإدارة المحلية بعدها ويتدرج في المناصب إلى أن أصبح دبلوماسيا محنكا حيث عمل بالسلك الدبلوماسي الفرنسي في عدة بلدان في الفترة ما بين عامي 1893 و1935م. كان سفيرًا لفرنسا في كل من اليابان والولايات المتحدة الأمريكية وبلجيكا، ثم انتخب عضوًا في الأكاديمية الفرنسية عام 1946م.

## النبوغ الأدبي

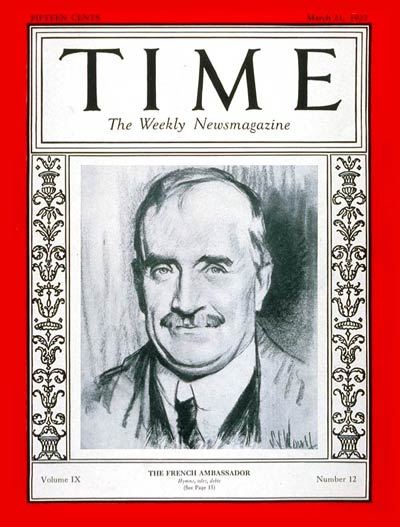
صورة مجلة تاين الأمريكية لكلوديل سنة 1927

لم يكن كلوديل يتصور أن يصبح أديبا يوما ما حيث كتب الشعر في سن الاربعين ولكن أشعاره لاقت رواجا كبيرا بين الفرنسيين المتدينين إلا أنه أتهم بالتطرف واستغلال الدين وهناك من أتهمه بمعاداة الثورة والعمل على الرجعية الكنسية وهو ما ينفيه دائما عن نفسه ولقد كان تعيينه كسفير في واشنطن سنة 1927 حدثا كبيرا في واشنطن حيث وضعت مجلة تايم الأمريكية صورته في الغلاف الأول للمجلة.
عبر كلوديل عن إيمانه الديني العميق في قصائده الغنائية مثل القصائد الخمس الكبرى (1910م)، ولكنه اشتهر أكثر كمؤلف مسرحي بأشهر مسرحياته البشائر التي وصلت إلى ماري (1912م) التي تصور نصر الحب الإلهي المقدس، كما تصور أيضًا العلاقة بين الحب الإنساني والخلاص، والعلاقة بين الإنسانية والإرادة الإلهية، وضرورة التضحية بالنفس فداءً للآخرين.

## وفاته
توفي في 23 فبراير 1955 في باريس ودفن بها.

## روابط خارجية
- بول كلوديل على موقع IMDb (الإنجليزية)
- بول كلوديل على موقع الموسوعة البريطانية (الإنجليزية)
- بول كلوديل على موقع مونزينجر (الألمانية)
- بول كلوديل على موقع ميوزك برينز (الإنجليزية)
- بول كلوديل على موقع قاعدة بيانات برودواي على الإنترنت (الإنجليزية)
- بول كلوديل على موقع إن إن دي بي (الإنجليزية)
- بول كلوديل على موقع ديسكوغز (الإنجليزية)
- بول كلوديل على موقع قاعدة بيانات الفيلم (الإنجليزية)
- بول كلوديل على موقع أوليمبيديا (الإنجليزية)